# Laura Vilagrà i Pons
Laura Vilagrà i Pons   (Santpedor, 3 de juliol de 1976) és una politòloga i política catalana, consellera de la Presidència del govern de la Generalitat de Catalunya entre maig de 2021 i agost de 2024 i vicepresidenta del govern entre gener i agost de 2024. Fou alcaldessa de Santpedor entre 2003 i 2015, diputada de la vuitena i novena legislatures de la Catalunya autonòmica i ha ocupat altres càrrecs territorials com a membre d'Esquerra Republicana de Catalunya (ERC) i en l'àmbit de la gerència.

## Trajectòria

### Formació acadèmica i laboral
Laura Vilagrà i Pons va néixer al municipi bagenc de Santpedor el 3 de juliol de 1976. Llicenciada en Ciències Polítiques i de l'Administració a la Universitat Autònoma de Barcelona (UAB), es va especialitzar en promoció comercial i turística. Posteriorment va cursar un màster en Direcció Pública a Escola Superior d'Administració i Direcció d'Empreses (ESADE). Vinculada a la natació a través del Club Natació del seu municipi natal, hi exercí com a monitora d'aquest esport. És membre d'Òmnium Cultural.
Ha treballat com a assessora política de càrrecs electes municipals d'ERC. Fou guardonada amb el premi Consell Interdepartamental de Recerca i Innovació Tecnològica (CIRIT) per al jovent emprenedor. El març de 2018 va passar a ocupar la gerència de la Fundació Tutelar Santa Maria de Comabella, entitat per a la protecció i la supervisió de les persones incapacitades legalment per raó de malaltia mental, discapacitat intel·lectual o envelliment.

### Trajectòria i càrrecs polítics
Vilagrà i Pons va esdevenir membre de l'Executiva Nacional de les Joventuts d'Esquerra Republicana de Catalunya (JERC) i responsable de les seves Polítiques Institucionals entre 2001 i 2002. Va ocupar el seu primer càrrec polític el 1999 com a regidora de l'Ajuntament de Santpedor, municipi del qual en fou la batllessa durant tres mandats locals consecutius, del 2003 al 2015 —aleshores i durant l'inici com la persona més jove a ocupar una batllia a Catalunya. Abandonà la batllia per compte propi al·legant que «és bo que els lideratges no s'eternitzin». Paral·lelament, fou també consellera comarcal del Bages entre el 1999 i el 2003, Secretària de Política Territorial i Medi Ambient entre 2008 i 2009 i diputada al Parlament de Catalunya en dues legislatures, entre el 2006 i el 2011. Un cop finalitzades aquestes etapes, el 2016 fou designada com a delegada territorial del Govern de la Generalitat de Catalunya a l'àmbit funcional territorial de la Catalunya Central, i ho fou fins a l'aplicació de l'Article 155 de la Constitució Espanyola.
El setembre de 2019, Vilagrà i Pons fou nomenada gerent del Consell Comarcal del Bages. El novembre de 2020 fou escollida per ocupar la segona posició en la llista d'ERC per a les eleccions al Parlament de Catalunya de 2021, que encapçalava el jurista i fins llavors vicepresident del Govern de Catalunya, Pere Aragonès i Garcia. I va tornar a ser diputada al Parlament de Catalunya en la XIIIa legislatura.
Va ser nomenada consellera de la Presidència del govern de la Generalitat de Catalunya el maig de 2021 deixant la gerència del Consell Comarcal del Bages, i en el seu nou càrrec fou encarregada de projectes com la Taula de diàleg i els Jocs Olímpics d'Hivern de 2030 entre d'altres, durant la seva gestió va haver de fer front a la polèmica pels processos d'estabilització de la Generalitat de Catalunya, que es van haver de repetir després de detectar-se nombroses irregularitats, la crisi a les per l'assassinat d'una funcionària per part d'un pres, El gener de 2024 Pere Aragonès va nomenar-la vicepresidenta del Govern, amb l'objectiu de reforçar l'any final de Govern de la legislatura.
El 2024 es presenta a les eleccions al Parlament de Catalunya en 2a posició a la llista per Barcelona d'Esquerra. Després dels mals resultats electorals d'ERC, el partit va perdre el govern, que va passar a mans socialistes, sent rellevada per Albert Dalmau Miranda com a conseller de la Presidència.
En el congrés d'Esquerra de 2024 va donar suport a la candidatura Nova Esquerra Nacional liderada per Xavier Godàs i Alba Camps como rostros visibles, i el 13 de desembre, poc abans de l'elecció del nou liderat, Vilagrà anuncià que deixava la primera línia política del Parlament de Catalunya i es presentaria a la plaça de gerència del Consell Comarcal del Bages que en aquells moments ocupava Eloi Hernàndez també d'ERC, sent nomenada el 20 de desembre de 2024.